# چونزلی
چونزلی (به لاتین: Çünzəli) یک منطقه مسکونی در جمهوری آذربایجان است که در شهرستان جلیل‌آباد واقع شده‌است. چونزلی ۸۶۶ نفر جمعیت دارد.